# Ron Ely
Ronald Pierce Ely (21. června 1938 – 29. září 2024) byl americký herec a spisovatel, známý jako představitel Tarzana v seriálu Tarzan, který byl vysílán v letech 1966 až 1968.

## Život
Narodil se 21. června 1938 v Herefordu v Texasu, ale vyrůstal v Amarillu.
Svoji nejznámější roli Tarzana si zahrál v roce 1966.
Mezi jeho další známé filmy a seriály patří Wonder Woman a Doc Savage: The Man of Bronze.
Mezi lety 1980 až 1981 moderoval americkou Miss.
V roce 2001 odešel do hereckého důchodu. Svou poslední roli si zahrál ve filmu Expecting Amish z roku 2014.

## Osobní život
V roce 1959 se oženil se svou láskou ze střední školy Helen Janet Triplet. Oba pocházeli z texaského Herefordu a zůstali spolu až do rozvodu v červenci 1961.
V roce 1984 se oženil s bývalou Miss Floridy Valerií Lundeenovou. Měli spolu tři děti.
Dne 15. října 2019 byla Valerie ubodána v jejich kalifornském bytě. Přivolaní policisté na místě zastřelili syna manželů Camerona. V říjnu 2020 herec Ely napadl okresního státního zástupce v Santa Barbaře, který čin označil za ospravedlnitelnou vraždu. Nebylo vzneseno žádné obvinění. Pitva zjistila, že Cameron byl před smrtí v raném stadiu chronické traumatické encefalopatie.
Zemřel 29. září 2024 ve věku 86 let v domě jedné ze svých dcer v Los Alamos v Kalifornii. Tuto skutečnost jeho dcera zveřejnila 23. října.

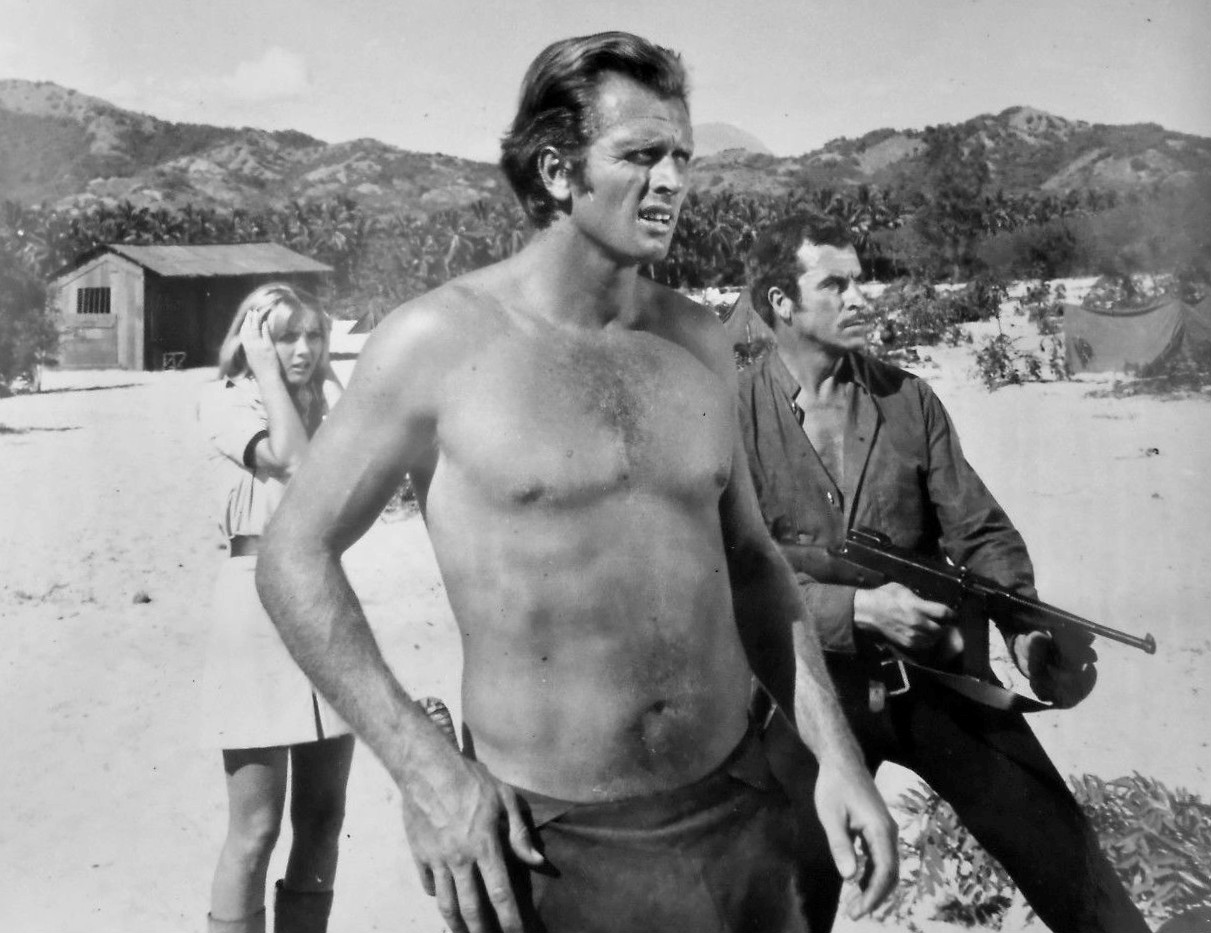
Ron Ely jako Tarzan

## Filmografie

### Filmy
| Rok  | Název                          | Role                     |
| ---- | ------------------------------ | ------------------------ |
| 1958 | South Pacific                  | Navigátor                |
| 1958 | The Fiend Who Walked the West  | policista                |
| 1959 | The Remarkable Mr. Pennypacker | Wilbur Fielding          |
| 1966 | The Night of the Grizzly       | Tad Curry                |
| 1966 | Once Before I Die              | voják                    |
| 1972 | Der Schrei der schwarzen Wölfe | Bill Robinson            |
| 1972 | 100 Fäuste und ein Vaterunser  | Hallelujah               |
| 1975 | Doc Savage: The Man of Bronze  | Clark Savage Jr. aka Doc |
| 1976 | MitGift                        | doktor Kurt Jahn         |
| 1978 | Slavers                        | Steven Hamilton          |
| 1981 | The Seal                       |                          |
| 2014 | Expecting Amish                | Elder Miller             |

### Televize
| Rok       | Název                             | Role                                                                                                   |
| --------- | --------------------------------- | --- |
| 1959      | Father Knows Best                 | Jerry Preston                                                                                          |
| 1959      | Steve Canyon                      | Pete Randall                                                                                           |
| 1959      | Playhouse 90                      | Buddy                                                                                                  |
| 1959      | How to Marry a Millionaire        | Philip Jackson                                                                                         |
| 1959      | The Millionaire                   | Jim Phillips                                                                                           |
| 1959      | The Many Loves of Dobie Gillis    | Dobieho starší bratr                                                                                   |
| 1960      | The Life and Legend of Wyatt Earp | Arleigh Smith                                                                                          |
| 1961      | The Aquanauts                     | Mike Madison                                                                                           |
| 1962      | Thriller                          | poručík Mike Hudson                                                                                    |
| 1966–1968 | Tarzan                            | Tarzan                                                                                                 |
| 1969      | The Courtship of Eddie's Father   | Ronald                                                                                                 |
| 1971      | Ironside                          | Scott Bradley                                                                                          |
| 1974      | Marcus Welby, M.D.                | Ben Brecht                                                                                             |
| 1978      | Wonder Woman                      | Bill Michaels                                                                                          |
| 1979–1984 | Fantasy Island                    | Fred Spenser / Burt Hunter / Kevin Lansing Eric Williams / Marc Anthony / Baron Manfred von Richthofen |
| 1980–1981 | Face The Music                    | moderátor                                                                                              |
| 1980–1981 | The Love Boat                     | Ted Cole / Jim / Steve Swaggart / Darryl Brewster                                                      |
| 1983      | Matt Houston                      | Winston Fowler                                                                                         |
| 1983      | Hotel                             | Evan Paige                                                                                             |
| 1987      | Sea Hunt                          | Mike Nelson                                                                                            |
| 1991      | Superboy                          | Superman                                                                                               |
| 1992      | Tarzan                            | Gordon Shaw                                                                                            |
| 1992      | The Hat Squad                     | Carl Strong                                                                                            |
| 1993      | L.A. Law                          | |
| 1993–1994 | Renegade                          | generál Howard Bird / reverend McClain                                                                 |
| 1994      | Hawkeye                           | Harry March                                                                                            |
| 2001      | Sheena                            | Bixby                                                                                                  |